# Bizunesh Tadesse Jilo
Bizunesh Tadesse Jilo (* 26. Juni 2000) ist eine äthiopische Leichtathletin, die sich auf den Speerwurf spezialisiert hat. Sie war zeitweise Inhaberin des Landesrekordes. 

## Sportliche Laufbahn
Erste internationale Erfahrungen sammelte Bizunesh Tadesse Jilo 2018 bei den Afrikameisterschaften in Asaba, bei denen sie mit einer Weite von 43,66 m den achten Platz belegte. Im Jahr darauf erreichte sie bei den Juniorenafrikameisterschaften in Abidjan mit 41,65 m Rang sechs und bei den Afrikaspielen in Rabat wurde sie mit einem Wurf auf 43,27 m Elfte. 2024 gelangte sie bei den Afrikameisterschaften in Douala mit 43,01 m auf Rang neun. 
In den Jahren 2018 und 2021 wurde Jilo äthiopische Meisterin im Speerwurf.